# 洛杉矶市政厅
洛杉矶市政厅（Los Angeles City Hall）兴建于1928年，是世界最高的使用基礎隔震結構建筑，為美国洛杉矶的市政府，设有市长室，以及洛杉矶市议会会场。位于洛杉矶市中心市政中心区，环绕周围的是主街（Main street）、庙街（Temple street）、第一街（1st street），和春街（Spring street）。